# حقوق الإنسان في فنلندا
حقوق الإنسان في فنلندا هي حرية التعبير والدين والتنظيم والتجمع على النحو المنصوص عليه في القانون والممارسة. يكفل للأفراد الحقوق الأساسية بموجب الدستور والقوانين التشريعية والمعاهدات المتعلقة بحقوق الإنسان التي صادقت عليها الحكومة الفنلندية. وينص الدستور على قضاء مستقل.
تعد فنلندا من ضمن أعلى دول العالم في الديمقراطية وحرية الصحافة والتنمية البشرية.
أعربت منظمة العفو الدولية عن قلقها بشأن بعض القضايا في فنلندا، مثل السماح المزعوم بتوقف الرحلات الجوية الخاصة بترحيل المخابرات المركزية الأمريكية وسجن المعترضين على الخدمة العسكرية والتمييز المجتمعي ضد أبناء «الروما» وأفراد الأقليات الإثنية واللغوية الأخرى.
من مجالات الاهتمام المستمر للوكالات الدولية المراقبة حقوق الإنسان في فنلندا:
1. سجن المستنكفين ضميرياً عن الخدمة الإلزامية سواءً العسكرية أو المدنية لمدة ستة أشهر. هنالك سنوياً حوالي من 10 إلى 20 مستنكف ضميرياً. معظمهم في الحد الأدنى من الأمن وفتح الخدمات، لا يـُدخل الاستنكاف في السجل الجنائي.
2. مناهضة المسؤولين لمظاهر العنصرية أو كره الأجانب ضد لأقليات العرقية، وأن وزارة الداخلية تنتقي اللاجئين على أساس البلدان الأصلية «لأسباب أمنية»
3. في حالة تخدير طالبي اللجوء المهتاجين لترحيلهم.
4. إجراء قضائي غير عادل في ضوء أحكام مؤجلة بشكل غير مقبول، في خرق للاتفاقية الأوروبية لحقوق الإنسان

البند 6 فقرة 1. البطء الشديد وبشكل غير مقبول خصوصاً في القضايا المدنية أو القضايا المعروضة على المحاكم الجنائية المتعلقة بالإفلاس، وعلى سبيل المثال ثماني سنوات في محكمة المقاطعة و 12 سنة في المجموع.

## خلفية
في 6 ديسمبر 1917، أعلنت فنلندا استقلالها. كانت فنلندا في السابق جزءاً من السويد بين عامي (1808-1253)، ثم صارت جزءاً مستقلًا من روسيا بين عامي (1917-1809).

## نظام العدالة

### عقوبة الإعدام
باعتبارها دولة مستقلة، لم يعتمد نظام العدالة الجِنائية في فنلندا مطلقًا على عقوبة الإعدام في زمن السلم. أُعدم تافو بوتكونين في عام 1825، عندما كانت فنلندا دولة تتمتع بالحكم الذاتي تحت سلطة روسيا، وكانت آخر عقوبة إعدام في زمن السلم. في عام 1944 خلال الحرب العالمية الثانية، نُفذت عمليات الإعدام الأخيرة في زمن الحرب.

### عقوبة السجن المؤبد
يعتبر السجن مدى الحياة في فنلندا هو أقصى عقوبة جنائية. في الممارسة الفعلية للقانون الفنلندي نادرًا ما يستمر السجن المؤبد لما تبقى من حياة المحكوم عليه.

### التفتيش والمصادرة
بموجب القانون الفنلندي، لا تحتاج الشرطة إلى حكم قضائي بمذكرة تفتيش حتى تفتش وتصادر. انتقدت المحكمة الأوروبية لحقوق الإنسان ونائب أمين المظالم البرلماني الفنلندي إجراءات التفتيش والمصادرة غير السليمة التي تستخدمها الشرطة الفنلندية.

## حريَة التعبير
تبنت السويد واحدة من أولى قوانين حرية الصحافة عام 1766 التي دافع عنها المفكر الليبرالي المبكر أندرس كيدنيوس، ألغى القانونُ الرقابةَ الإلزامية السابقة للصحافة على المصنفات المطبوعة، على الرغم من أن التجديف والانتقاد الصريح للملك ظل محظوراً. مع ذلك، رُجِع عن القانون وأعيد تقديمه عدة مرات. خلال فترة السيادة الروسية مارست الحكومة الروسية الإمبراطورية الرقابةَ. أدّت اضطرابات عام 1905 في روسيا إلى بيان نوفمبر الصادر عن القيصر، ما أعاد إطلاق حرية التعبير والصحافة. مع الاستقلال، أُكّد على حرية التعبير والصحافة في الدستور الجديد واحترامهما بشكل عام. كان الاستثناء الرئيس هو الرقابة الحربية خلال الحرب العالمية الثانية. حُظرت بعض الأعمال اليسارية في ثلاثينيات القرن الماضي، بينما مارست وسائل الإعلام الكبرى رقابةً ذاتية خلال عصر الفنلندية؛ من أجل عدم مناهضة الاتحاد السوفيتي.
ما زال التجديف أمرًا غير قانوني، والتحريض على الكراهية العرقية أيضًا. في أبريل من عام 2016، تعرضت هيئة الإذاعة الوطنية أوليسراديو لضغوط من وزير المالية ألكساندر ستوب وسلطات الضرائب لتسليم المعلومات المتعلقة بالتسريب الكبير لبيانات أوراق بنما. قد يعرض هذا الأمر حرية التعبير في فنلندا ووصول وسائل الإعلام إلى أي أخبار متعلقة بالفساد في فنلندا للخطر. عبّر ألكسندر ستوب مرارًا وتكرارًا عن رغبته في الصفح عن جميع الجرائم المالية المتعلقة بالتهربات الضريبية (آخر مرة في تصريحاته خلال جلسة الحكومة في البرلمان فيما يتعلق بأوراق بنما). هددت سلطات الضرائب في فنلندا بتأمين مذكرات تفتيش لمهاجمة مباني الإذاعة الوطنية أوليسراديو ودور الصحفيين؛ سعيًا وراء ما يُسمى بأوراق بنما. عمل حوالي عشرة محامين فنلنديين أو رجال أعمال فنلنديين مع موساك فونسيكا لبناء شركات الضرائب من عام 1990 حتى عام 2015.

## المساواة

### المساواة بين الجنسين في العمل
أعربت لجنة حقوق الإنسان التابعة للأمم المتحدة عن قلقها إزاء عدم المساواة بين الجنسين في الحياة العملية الفنلندية. في عام 2013، كان الفرق بين المرتب الذي يتقاضاه الرجل والمرتب الذي تحصل عليه المرأة، لنفس العمل هو 8%. قدم أرباب العمل المزيد من التدريب للرجال، بينما تقدمت النساء بطلبات للتدريب بأعداد أكبر من الرجال.
يدعو القانون الفنلندي الشركات التي لديها أكثر من ثلاثين موظفًا إلى وضع خطة للمساواة بين الجنسين. في أغسطس من عام 2013، أهملت العديد من الشركات الامتثال لهذا القانون. ومع ذلك، طُبق القانون بشكل سيئ.

### حقوق الأطفال
صدّقت فنلندا على اتفاقية حقوق الطفل. تُعتبر عمالة الأطفال أو التسول أمرًا محظورًا مثل أي اعتداء على الأطفال. علاوة على ذلك، من غير القانوني ضرب طفل في ظروف غير معقولة.
لم يُسجل عدد وخلفيات البغايا المراهقات في فنلندا. يُعتبر شراء -أو محاولة شراء- الجنس من قاصر جريمة في فنلندا. تقع المسؤولية القانونية عن الفعل دائمًا على عاتق المشتري.

### حقوق السكان الأصليين
في فبراير من عام 2013، لم توقع فنلندا على الإعلان الدولي لحقوق الشعوب الأصلية ولا اتفاقية الشعوب الأصلية والقبلية لعام 1989 (منظمة العمل الدولية – اتفاقية 169). في مارس 2014، لم تصدق فنلندا على اتفاقية منظمة العمل الدولية رقم 169. ووصف رئيس فنلندا سولي نينيستو المعاهدة بأنها غير ذات صلة. ومع ذلك، لم يكن لشعب سَامي ولابلاند في شمال فنلندا أي حقوق خاصة، على سبيل المثال، في حقوق الأرض لرعي حيوانات الرنة. في أكتوبر 2011، دعت لجنة حقوق الإنسان التابعة للأمم المتحدة إلى وقف قتل الرنة في نيليم، إيناري. كان أصحاب الرنة و(دائرة الغابات) في نزاع حول هذا الأمر. 

### حقوق مجتمع الميم
تمارس فنلندا التعقيم الإجباري للأشخاص الذين خضعوا لعلاج التحول الجنسي. لايمكن تغيير الجنس القانوني للشخص إلّا عند تشخيص اضطراب عقلي، وهو أمر غير متوفر للقاصرين.

## تجارة الأسلحة إلى البلدان غير الديمقراطية
في عام 2011، منحت حكومة فنلندا تراخيص تصدير الأسلحة لخمسة وعشرين دولة في انتهاك لمبادئ الاتحاد الأوروبي التوجيهية.

## العمال المهاجرون
بحلول عام 2011، لم توقع فنلندا على اتفاقية الأمم المتحدة لحماية حقوق جميع العمال المهاجرين وأفراد أسرهم. ربما لا يتقاضى العمال الإستونيون -على سبيل المثال- رواتبهم مقابل عملهم. مرة أخرى، أُصدر أمر لمطعم صيني بدفع مبلغ 298000 يورو عن خسائر العمال المهاجرين في الضرائب والأجور والعقوبات في ديسمبر من عام 2011. في عام 2013، دعا وزير العمل الفنلندي لوري إيلاينن إلى المساواة في سوق العمل.

### مشروع بناء محطة أولكيليوتو للطاقة النووية
طالبت النقابات العمالية خلال مشروع بناء محطة أولكيليوتو للطاقة النووية بالمساواة في ظروف العمل للعمال الأجانب. في نوفمبر 2011، عارض العمال البولنديون في إيليكتروبودوا الأجور غير المدفوعة والنزاع حول عضوية الاتحاد النقابي. رفعت النقابات قضيتها أمام المحكمة، وطُرد 32 شخصاً بسبب انضمامهم إلى نقابة العمال.

## حالات
في مارس من عام 2013، انضم إركي تووميويا، وزير الخارجية الفنلندي إلى جانب دول أخرى من أجل الدعوة إلى احترام أكثر صرامة لحقوق الإنسان في الاتحاد الأوروبي. في عام 2014، زعمت منظمة فين واتش أن العديد من الشركات الفنلندية في الخارج قد تصرفت على نحو غير أخلاقي.
في يناير من عام 2013، زعمت «مؤسسات المجتمع المفتوح» -وهي منظمة أمريكية لحقوق الإنسان- بأن وحدة المخابرات المركزية الأمريكية كانت تعمل سرًا في فنلندا وقد دعمت منظمة العفو الدولية هذه المزاعم.
في عام 2014، أعلن «كالا فاكتا» -وهو برنامج تلفيزيون سويدي- عن استخدام «ستورا إنسو» عمالةَ الأطفال في أنشطتها في باكستان، وأن الشركة كانت على علم بذلك منذ عام 2012.

## الخدمة العسكرية والخدمة المدنية
يخضع المواطنون الفنلنديون الذكور للخدمة العسكرية الإلزامية. كانت مدة الخدمة المدنية 13 شهراً، بينما خدم المجندون، مثل ضباط التجنيد والضباط غير المفوضين وبعض المتخصصين مثل مشغلي سيارات معينين لمدة 12 شهراً. متوسط مدة الخدمة في الجيش ثمانية أشهر. في عام 2008 أُعيد تغيير مدة الخدمة المدنية إلى 12 شهراً. نظراً إلى أن مدة بقاء الخدمة العسكرية أطول من الحد الأدنى، تنظر منظمة العفو الدولية إليها على أنها تدبير عقابي.
توجد في فنلندا خدمة عسكرية إلزامية. لم يكن الخياران الإجباريان الخدمة العسكرية أو المدنية متساويين بالمدة:
الخدمة المدنية 13 شهراً، أي أطول من أطول خدمة تجنيد بشهر واحد (الضباط المجندين وضباط الصف ومتخصصين معينين مثل مشغلي مركبات معينة)، 12 شهراً، و 5 شهور أطول من متوسط فترة الخدمة في الجيش وهي 8 أشهر. غالباً ما يشير دحض انتقادات مدة الخدمة المدنية بأنه بينما يؤدي المجندون الخدمة على مدار الساعة (وخاصة في الميدان)، في الخدمة المدنية غالباً ما يكون العمل فقط خلال ساعات الدوام. غير أنه في عام 2008 سـُن قرار غيـّر الخدمة المدنية إلى 12 شهراً. يخدم حوالي 25 ٪ من المجندين 12 شهراً، بينما تخدم الأغلبية الكبيرة 6 أشهر.